# Río Vaca
El río Vaca, también llamado río Jaraco, es un río de corto recorrido situado en el sureste de la provincia de Valencia, España. Tiene 14,6 kilómetros de longitud y, tras atravesar la Valldigna, al norte de la comarca valenciana de la Safor, desemboca en el mar Mediterráneo.

## Recorrido
El río Vaca discurre al norte del río Serpis, nace en unos manantiales situados a los pies del Toro, en el término municipal de Simat de Valldigna.
Posteriormente, atraviesa toda la Valldigna, pasando por los términos municipales de Benifairó de la Valldigna, Tabernes de Valldigna y Jaraco. En el interior del término municipal de Tabernes, pero cerca del linde con el de Jaraco, es donde el río Vaca, recibe su único afluente, el barranco del Vadell.
Su cuenca baja se sitúa en una zona semipantanosa dedicada antiguamente al cultivo del arroz, aunque en la actualidad se encuentra en vías de transformación.
Su desembocadura separa el término municipal de Jaraco y el de Gandía, uniéndose al mar en la zona denominada La Goleta. En su desembocadura se sitúa la marjal de Gandía-Jaraco, declarada como Reserva Natural debido a la singularidad ambiental de su ecosistema.